# Задиби
Зади́би — село в Україні, у Ковельському районі Волинської області. Входить до складу Турійської селищної громади. Населення становить 212 осіб.

## Географія
Селом протікає річка Турія.

## Історія
У 1906 році село Турійської волості Ковельського повіту Волинської губернії. Відстань від повітового міста 10  верст, від волості 8. Дворів 82, мешканців 617.
В листопаді 2018 року в селі було відкрито новий сучасний молочний комплекс фермерського господарства «Перлина Турії». У 2018 році для комплектації комплексу закуплено 168 голів голштинської породи з Німеччини та 99 голів — з Польщі.
12 червня 2020 року, відповідно до розпорядження Кабінету Міністрів України № 708-р «Про визначення адміністративних центрів та затвердження територій територіальних громад Волинської області», увійшло до складу Турійської селищної територіальної громади.
19 липня 2020 року, в результаті адміністративно-територіальної реформи та ліквідації  Турійського району, село увійшло до новоутвореного Ковельського району. 

## Населення
Згідно з переписом УРСР 1989 року чисельність наявного населення села становила 233 особи, з яких 100 чоловіків та 133 жінки.
За переписом населення України 2001 року в селі мешкало 207 осіб.

### Мова
Розподіл населення за рідною мовою за даними перепису 2001 року:
| Мова       | Відсоток |
| ---------- | -------- |
| українська | 99,53 %  |
| російська  | 0,47 %   |